# منتخب مولدوفا لكأس فيد
منتخب مولدوفا لكأس فيد  هو ممثل مولدوفا الرسمي  في كرة المضرب في كأس فيد
.